# Гвюдмюндюр Гвюдмюндссон
Гвюдмюндюр Гвюдмюндссон (исл. Guðmundur Guðmundsson, 11 мая 1918 — 20 апреля 1974) — исландский шахматист, национальный мастер. Чемпион Исландии 1954 г. В составе сборной Исландии участник шахматной олимпиады 1954 г. в Амстердаме. Также входил в сборную Исландии, выступавшую на неофициальной шахматной олимпиаде 1936 г. в Мюнхене (был запасным, в базах нет его партий из этого турнира). В 1947 г. Гвюдмюндссон представлял Исландию на турнире северных стран, имевшем статус зонального турнира претендентского цикла 1948—1950 гг. Также Гвюдмюндссон принимал участие (и занимал призовые места) в ряде крупных международных турниров 1940—1950-х гг.

## Спортивные результаты
| Год         | Город     | Соревнование                                                   | + | − | = | Результат | Место |
| ----------- | --------- | -------------------------------------------------------------- | - | - | - | --------- | ----- |
| 1936        | Мюнхен    | Неофициальная шахматная олимпиада (сборная Исландии, запасной) |   |   |   |           |       |
| 1946 / 1947 | Гастингс  | Международный турнир                                           | 4 | 1 | 4 | 6 из 9    | 3     |
| 1947        | Хельсинки | Турнир северных стран                                          | 2 | 6 | 3 | 3½ из 11  | 9—11  |
| 1950        | Амстердам | Международный турнир                                           | 4 | 8 | 7 | 7½ из 19  | 14—15 |
| 1954        | Рейкьявик | Чемпионат Исландии                                             |   |   |   |           | 1     |
|             | Амстердам | XI Олимпиада (сборная Исландии, 2-я доска)                     | 2 | 5 | 6 | 5 из 13   |       |
| 1957        | Рейкьявик | Международный турнир                                           | 2 | 3 | 6 | 5 из 11   | 7—8   |